# Šahovski informator
Šahovski informator (с серб. — «Шахматный информатор») — сборник шахматных партий и материалов, выходящий 3 раза в год (ранее — 2 раза в год). Издаётся с 1966 года в Белграде одноимённым издательством. Редактор — Александр Матанович (с 1966). Коллектив внештатных авторов — около 500 ведущих шахматистов мира. Тираж — 30 тысяч экземпляров (1987).
Цель издания — обеспечивать шахматистов различных стран оперативной информацией о наиболее интересных партиях, сыгранных в последних международных соревнованиях, о новейших достижениях шахматной теории и практики. Заложил основы информационной системы в шахматах.
Каждый том Šahovski informator содержит несколько сотен избранных партий соревнований минувших 4 месяцев (ещё несколько сотен партий даются в примечаниях), 36 оригинальных окончаний и комбинаций, наиболее важные теоретические новинки в дебютах. Партии публикуются с примечаниями преимущественно тех шахматистов, которые сыграли их, в специальной нотации, где фигуры обозначаются шахматными символами. Это делает издание доступным для шахматистов всех стран. Применение шахматных символов и шифра позволяет производить обработку шахматных данных при помощи ЭВМ, что повышает оперативность информации. Имеется постоянная рубрика — «ФИДЕ», с последними сведениями о её деятельности, информацией о наиболее важных событиях в шахматной жизни отдельных стран и шахматного мира в целом.